# Ерих фон Фалкенхајн
Ерих фон Фалкенхајн (Бург-Белхау, 11. новембар 1861 — Потсдам, 8. април 1922) је био немачки војсковођа и начелник генералштаба немачке армије од 1914. до 1916. током Првог светског рата.

## Рани период
Од 1896. до 1903. као официр служио је у Кини током Боксерског устанка. После тога служио је у Брауншвајгу, Мецу и Магдебургу, сваки пут са све већим чином. Пред рат 1913. постао је пруски министар рата. Као и већина није рачунао на свеопшти рат, али припадао је групи, која је убеђивала цара да објави рат.

## Начелник генералштаба
После битке на Марни 14. септембра 1914. наследио је Молткеа као начелник генералштаба. Суочен са неуспехом Шлифеновог плана Фалкенхајн је покушао да у „Трци до мора“ покуша да изманеврише британске и француске снаге серијом сукоба кроз северну Француску и Белгију, а са циљем да се дође до обале Северног мора. Французи су зауставили Немце у Првој бици код Ипра. Фалкенхајн је настојао да спроводи офанзивну стратегију на западном фронту, а да истовремено води ограничену кампању на источном фронту, надајући се да ће Русија лакше прихватити примирје, ако није довољно понижена. Због тога је дошао у конфликт са Хинденбургом и Лудендорфом, који су хтели масивну офанзиву на истоку. Битку масовног истребљења тј. битку за Верден Фалкенхајн је започео надајући се да ће масовни покољ навести политичке воће Европе да окончају рат, а са друге стране је сматрао да су губици много штетнији за Француску него за Немачку. Иако је четврт милиона војника погинуло ниједна страна није показала знак да намерава окончати рат, што је било супротно почетним Фалкенхајновим претпоставкама. Антанта је била способна да замени мртве свежим „људским материјалом“. Због неуспеха у битка код Вердена и неколико неуспеха на истоку, Фалкенхајн је смењен са места начелника генералштаба. На његово место је дошао Паул фон Хинденбург.

## Каснија каријера
После смењивања саа места начелника генералштаба преузео је команду над Деветом армијом у Трансилванији и у августу 1916. кренуо је у заједничку офанзиву са Макензеном против Румуније.
Фалкенхајнове снаге су заузеле Букурешт за мање од 4 месеца борби. Након тога успеха Фалкенхајн је преузео команду над турским снагама у Палестини, али није успео да спречи Британце да заузму Јерусалим у децембру 1917.
Док је био заповедник над турским снагама у Палестини спречио је да Турци изврше планирано протеривање Јевреја из Палестине. Фебруара 1918. постао је командант 10. армије у Белорусији. Отишао је у пензију 1919. и повукао се на своје имање, где је написао неколико књига о рату, стратегији и аутобиографију.

## Процена
Био је типичан представник пруских генерала. био је милитарист у правом смислу те речи. Једна од књига о његовој стратегији (од Роберта Фолија) наводи да је његова стратегија масовног покоља људског материјала била копирана и успешно кориштена од стране Антанте, која је имала веће људске ресурсе. На тај начин Фалкенхајнов метод се показао тачан, али на немачку штету.
Војно гледајући Фалкенхајнова офанзива у бици за Верден била је стратешка грешка. Одбрана Палестине 1917. такође је била неуспешна, али имао је далеко мање снага од противника. С друге стране његово планирање и освајање Румуније је савршен пример како спровести офанзиву против надмоћних снага. Винстон Черчил га је сматрао најспособнијим од свих немачких генерала у Првом светском рату.